# 梁中玉
梁中玉（1918年—1980年），男，山西岚县人，中华人民共和国军事人物，中国人民解放军少将，曾任昆明军区副司令员，成都军区副司令员。